# Rombo (zoologia)

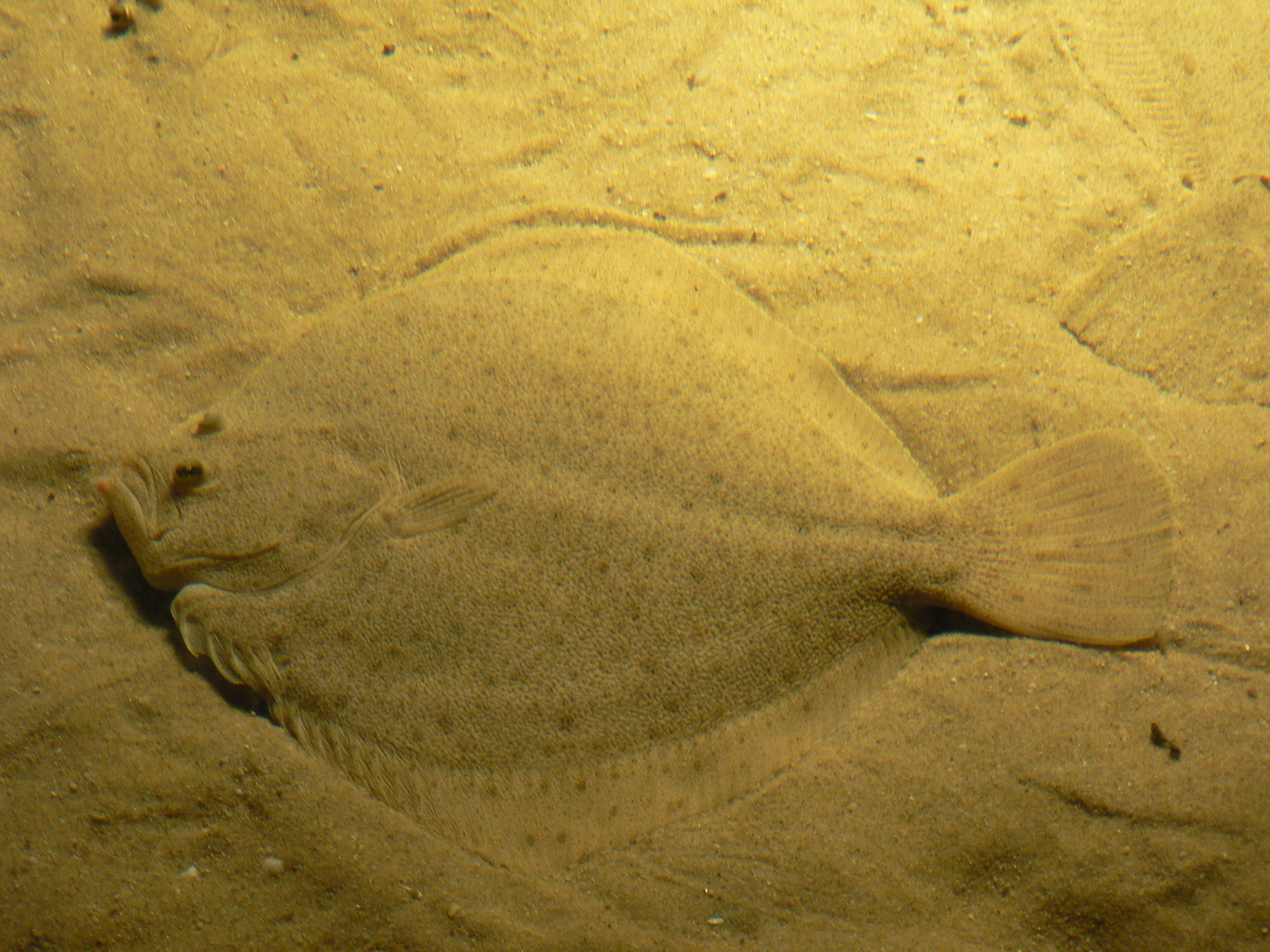
Psetta maxima, rombo chiodato

Rombo è il nome comune di alcune specie di pesci piatti, appartenenti ad alcune famiglie dell'ordine Pleuronectiformes.

## Bothidae
- Bothus podas rombo, rombo bastardo, rombo di rena

## Paralichthyidae
- Paralichthys isosceles rombo ocellato, rombo atlantico[1]
- Paralichthys patagonicus rombo oceanico[1]

## Scophthalmidae
- Lepidorhombus boscii rombo quattrocchi[1]
- Lepidorhombus whiffiagonis rombo giallo[1]
- Phrynorhombus norvegicus rombo peloso
- Scophthalmus rhombus rombo, rombo liscio, soaso[1]
- Scophthalmus maximus o Psetta maxima[2] rombo chiodato,[1] rombo, rombo maggiore, rombo gigante
- Zeugopterus punctatus rombo camaso
- Zeugopterus regius rombo peloso